# Asszonyvására
Asszonyvására (románul: Târgușor) település Romániában, Bihar megyében.

## Fekvése
Asszonyvására Romániában, Bihar megyében elhelyezkedő falu. Az érmelléki dombok és az Ér folyó völgyének síksága határán, egy völgyben fekvő település, Érmihályfalvától délkeletre, mintegy 13 kilométerre, Székelyhídtól pedig 8 kilométerre található. Határában található a köznyelvben Tankárok néven szereplő Károly vonal (második világháborús erődvonal) harckocsiárkának egy szakasza. A települést átszeli egy, a faluban eredő patak, mely az Ér folyóba ömlik.

## Nevének eredete
Asszonyvására régi neve történelmi feljegyzés szerint Boldog-Asszony-Vására volt, de ismert az Asszonyharc névváltozat is. A reformáció térhódításával azonban a Boldog jelző lassan elkopott. Nevét vásáráról, illetve királynő-birtokosától kapta.
Legkorábbi ismert adata egy többszörösen átírt oklevélből származik 1203/1342/1356/1477-es évekből, amelyben de Foro Reginae-ként említik, alanyesetben Forum Reginae, azaz „királyné vására”. Ez a latin településnév az alán eredetű „asszony ” szavunknak az Árpád-korban szokásos „úrnő, fejedelemnő, királyné” jelentését mutatja. Egyházi iratokban még ilyen latin neveken is jegyzik: Forum Virginis, Forum Dominae.
Neve a történelem folyamán a következőképpen alakult, míg elnyerte mai alakját:
- 1203: Forum Reginae;
- 1268: Ahzunwasara;
- 1272-1290: Azunvasara;
- 1332-1337: Assumhari (=Azzunvasari);
- 1357: Azunvasara;
- 1435: Azzonwasara;
- 1598: Azzonivasara;
- 1614: Asszonvására;
- 1692: Aszszony Vására / Alzson Vassary;
- 1773: Aszszony-Vására;
- 1808: Asszonyvására;
- 1828: Asszony Vására;
- 1851: Asszonyvására;
- 1863-1890: Asszonyvásár;
- 1913: Asszonyvására;
- 1944: Asszonyvására

## Története
A honfoglalást követően az Érmelléken a Dunántúlról érkező Gutkeled nemzetség telepszik meg. Székelyhíd és Asszonyvására között a Hont-Pázmányok kaptak kisebb birtokot. Az Érmellék részeinek legjava nem került kiosztásra, megmaradt királyi birtoknak, ezek között is a legfontosabb helyet kaptak a királynői tulajdont képező falvak: Asszonyvására, Szalacs, Bogyoszló, Vasad, és Piskolt.
A település nevét egy 1203-ból származó oklevél említi először.
A 13. században vámja révén Asszonyvására a vidék egyik legértékesebb községe, úgyhogy a király, amikor a bihari, békési és zarándi vásárvámokat a váradi egyháznak adta, az ittenit továbbra is magának tartotta.
Hajdan a község nem a mostani helyén állt, hanem a Székelyhídra vezető országút két oldalán, "az érvizén innen", amit hívtak Malomgáttőnek (mert azon a helyen malom volt az ér vizén) és Kenderszernek (kenderföldjeiről).
A régi falunak két utcája is volt: egy a Kengyelér felé, a másik a mostani falu felé. Később ezt a régi falut Puszta-helynek nevezték el. Ezen a régi helyen állott egykor a reformátusok temploma a 17. századig, és minden bizonnyal az ősi, középkori szentély is. Az "érvizén túl" pedig földvár is állt egykoron.
1241-es tatárjárás előtt – amely elpusztította a falut – királyi csőszök és tárnokok lakták.
1268-ban IV. Béla király e birtok ügyében úgy dönt, hogy északi része, amely a kihalt királyi csőszöké (preconum) volt, Marcellnek; déli része, amely hajdan a királyi tárnokoké (tauarnicorum) volt, Jakab tárnoknak jut.
A hagyomány szerint a lakosság megmaradt része a mocsarak közt és az Aggpincék táján talált menedéket. Rövid ideig a falu a Kopasz-helyen is élt, amíg a premontrei prépostság ki nem sajátította magának a helyet. A török pusztítás miatt is a falu a mai völgykatlanba húzódott.
1268-ban építették fel az új falut a mai helyén: terra Ahsunvasara-t.
IV. László király többször is időzött ezen a helyen.
1272-1290 között több oklevelet is adott ki ezen a helyen, többek között azt, amelyben Dorogfi Miklóst, Diószeg urát hűtlennek nyilvánította.
A 14. században egyházának lelkészét már említik a pápai tizedjegyzékek.
1336-ban és 1337-ben papja csak 4-4 garas pápai tizedet fizetett, ami az akkori viszonyok között kis-közepes nagyságú falut jelentett.
1436-ban Blasi és Fekete magyar személynevekkel találkozhatunk. A ránkmaradt jobbágynévsorok azonban azt tanúsítják, hogy lakói mindig is magyarok voltak.
1461-ben az Adam, Achady, Bartha, Bodogh, Chokaly, Domby, Fanckikay, Feyer, Fekethe, Kerekes, Keresy, Koly, Magas, Pap, Parlaghy, Zabop. Zewch, Zenay magyar eredetű, illetve a Braxe, Fistulator, Mod, Pastor, Sutor, Thoth bizonytalan eredetű személynevekkel találkozunk.
A református egyház anyakönyvi feljegyzései szerint a reformáció már a mohácsi vész (1526) után terjedni kezdett. 1552-ben megszűnik a katolikus plébánia, s csak 1784-ben alakul újjá.
1552-ben Asszonyvására 26 jobbágytelekből állt, és a Szent István káptalan birtoka volt. 1569-i dézsmajegyzékben 24 magyar jobbágylakosa szerepel, már világi birtokosa van: Salgay Bálint. Magyar származású családnevek ekkor:
Balassy, Chatho, Chjonthos, Dersy, Fekethe, Gal, Hegy, Kerekes, Cristoph, Lawas, Nagj, Oswald, Pap, Peley, Peel.
1570-ben már néhány új magyar név is szerepel:
Dombay, Eles, Jakab, Kathona, Kerek, Pal, Petes, Sos, Zabo, Zwcz, Vylaky
1582-ben Fráter I. Pál, Báthory István fejedelemtől kapja adományképpen Asszonyvásárát. Fráter István 1600 körül kastélyt épít magának, amelyet később a birtokkal együtt Fráter IX. Pál (1807-1867), Bihar vármegye főjegyzője a premontrei rendnek adományoz még 1848 előtt, amikor már rendi tulajdonban van. A mára már romos asszonyvásárai kastély mellett Fráter-kúriákat találunk még Érsemjénben, Gálospetriben és Cséhteleken.

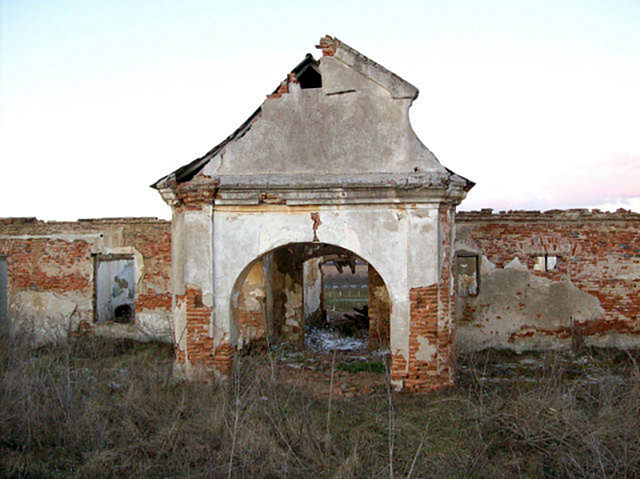
Fráter kastély romjai

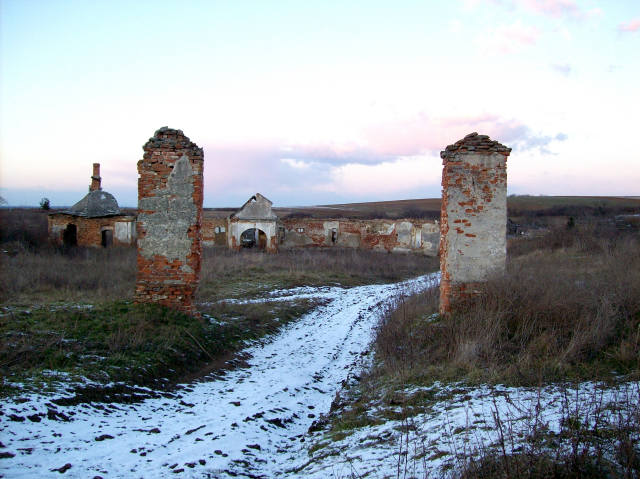
Fráter kastély romjai

1609-ben Báthory Gábor fejedelem Nagymaróthy Komornyik Jánosnak ad birtokot Asszonyvásárából.
I. Rákóczi György fejedelem (1630-1648) a halászat nagy kedvelője volt: "Asszonyvására mellett egy kis ér által táplált tavat kecsege-tenyésztésre rendezett be."
A török harcok, a császári zsoldosok portyázása következtében egész falvak égtek le és néptelenedtek el.
1692-es összeírás Asszonyvásárát 8 éven át lakatlannak tünteti fel. Ekkor Nádaskay Ferenc a puszta falu birtokosa, de a falu fele részét eladta Butti Farkas szolnoki alispánnak, másik felét pedig Szántó Ferencnek.
1707-ben II. Rákóczi Ferenc Nyúzó Mihály kuruc ezereskapitánynak adományozta.
1715-ben már 23 család lakott benne. 1720-ban lakosai mind magyar jobbágyok.
1740-1770-es évekbeli nemesi összeírások Paulus Nagy, Andreas Nagy, Petrus Nagy és Samuel Nagy neveit említik.
1770-ben tartott úrbéri összeíráskor a prépostság birtokának 16 7/8 telkén 79 szabadmenetelű jobbágy, 1 szabadmenetelű külső telkes, 48 szabadmenetelű zsellér, 8 házatlan zsellér volt.
1774-ben római katolikus elemi iskolát, 1784-ben plébániát szerveznek.
1784-ben, az első magyarországi népszámláláskor a 207 porta 1144 lakosából a férfiak között 2 papot, 11 nemest, 67 parasztot, 76 polgár vagy paraszt örökösét, 147 zsellért írnak össze.
1790-ben épül a mai református templom.
1828-ban Asszonyvásárának 194 portája és 1168 lakosa van.
1848-1849-es szabadságharc idején az asszonyvásáriak 38 inget, 41 lábravalót, 3 lepedőt, 50 törülközőt és 5 és fél sing vásznat adományoztak a honvédek részére. Kuthy Sándor asszonyvásári református lelkész, a forradalom lelkes híve ekkor az érmelléki egyházmegye esperese.
1851-ben Fényes Elek Földrajzi szótárában már a mai formában: Asszonyvására néven szerepel. Az 1877-es helységnévtár 911 református, 125 katolikus lakosát említi.
1895-ben a premontrei rend templomot épít Asszonyvásárán.
1850-ben 1280, 1857-ben 1062, 1870-ben 1076, 1880-ban 1093, 1890-ben 1135, 1900-ban 1186, 1901-ben 1197 lakosa van. 1900-ban a lakosok közül csak 13-an nem magyarok. Az 1930-as években csökken ezer alá lakosainak száma.
1992-ben 634 lakosából 502 fő magyar, 6 román és 126 cigány nemzetiségű volt.
2002-ben 616 lakosa volt, ebből 392 magyar, 7 román és 217 cigány nemzetiségű
2011- ben 626 főt írtak össze, ebből 567 magyarnak, 11 fő románnak 46 pedig cigánynak vallotta magát.

### Református egyházközség

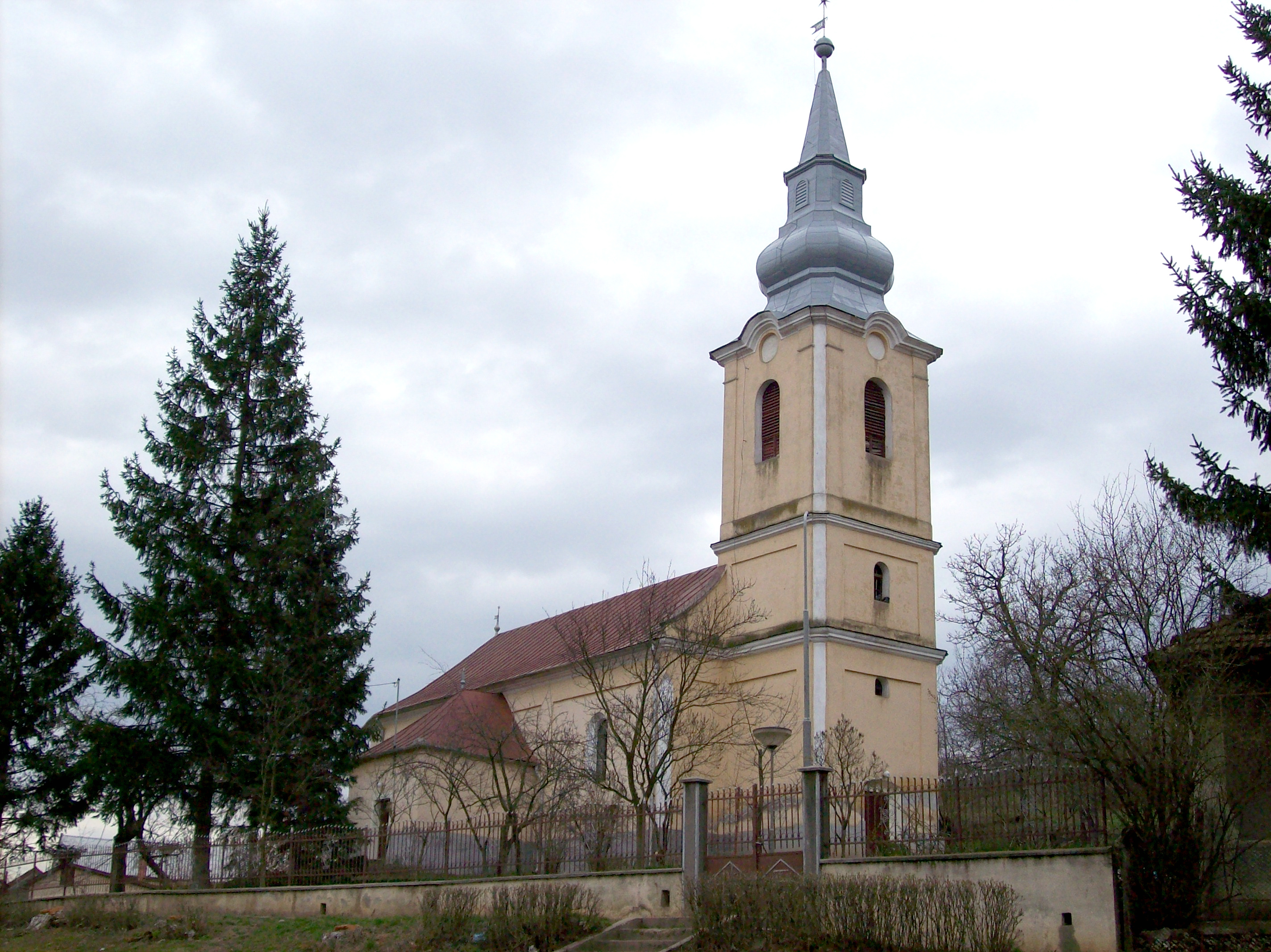
A református templom

A református iskola az 1500-as évekre datálható. Az első bizonyosan ismert református lelkész Debreceni István (1633-ban).
A régi faluhelyen kőtemplom is állt temetővel, 1700-ban még állt, később összedőlt. Későbbi sírásások alkalmával több ruhadarab került elő. Ennek a templomnak a kriptájába temetkezhetett a Fráter-család is.
A református iskola alapításának évét nem tudni, annyit tudunk viszont, hogy 1699-ben még nem volt rektora a már létező iskolának. A rektori tisztet Győri mester tölti majd be, aki Debreceni István prédikátor lányát veszi el feleségül.
A mai református templom 1790-ben épült, 1894-ben kap új sisaktornyot a templom, ekkor nyeri el mai formáját. Parókiája 1886-ban épül.
Az orgona Kerékgyártó István debreceni mester 1903-as alkotása, jelenleg használhatatlan állapotban. Ezüstkelyhei 1712-ből és 1902-ből valók.
Székely István 1985 óta lelkésze az egyházközségnek.

### Római katolikus plébánia

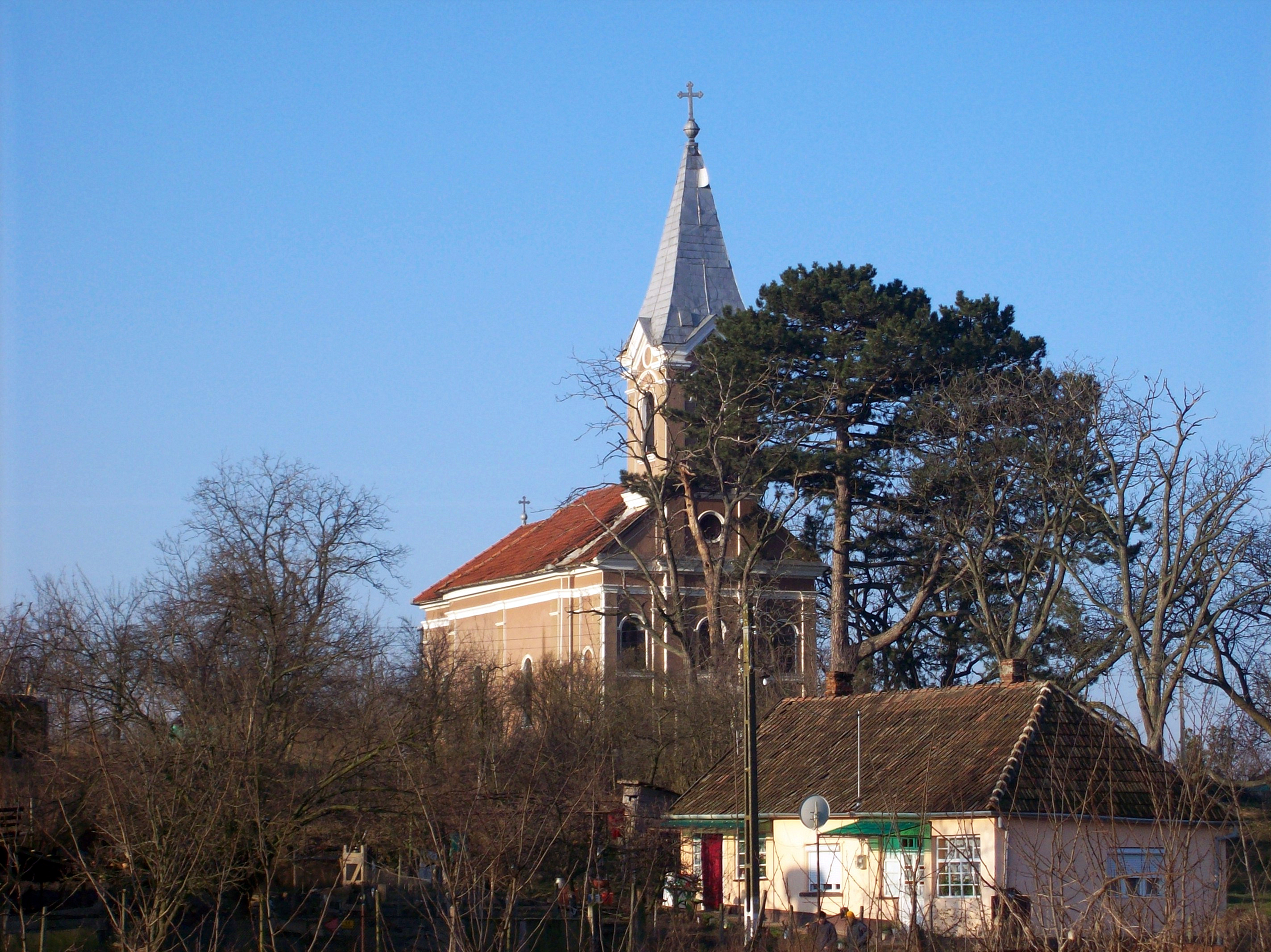
A katolikus templom

1336-37-ben Asszonyvására János nevű papja fizet 4-4 garas pápai tizedet, 1552-ben az akkori papja 3 forintot fizet a tridenti zsinatra. Egyházi birtokká IV. László király (1272–1290) idejében lesz, aki a II. István király által 1130 körül alapított Váradhegyfoki illetve Váradelőhegyi (promontorium) premontrei Prépostságnak adományozza azt. Asszonyvására (1382) a prépostság egyik legősibb Bihar megyei birtoka. 1552-ben a prépostság utódjának, a váradi Szent István első vértanú káptalannak a birtoka. 1569-ben Asszonyvására már világi birtok.
1784-ben a váradhegyfoki prépostság adminisztrátora, Szenczy István premontrei kanonok újraalapítja a plébániát. Ekkor – az első magyarországi népszámlálás idején – az 1138 lakosú Asszonyvásárán még csak 45 katolikus lélek volt.
1848-ban már a premontreiek birtokában van a mára már romos, Fráter István által 1600-ban épített kastély, hiszen ekkor mint apáti nyári rezidenciában bújtatták a forradalmárokat.
Az új templomot 1894-ben a Premontrei Prépostság építteti Benedek Ferenc O.Praem. prépostsága alatt. Az egykori középkori templom minden bizonnyal a "puszta falu" nevű emelkedésen állhatott. Iskola és kántorlak 1896-ban épül.
1950-ben még premontrei plébánosa van Lukovics Gellért O.Praem. személyében. 1972-tol Érkeserű, illetve Éradony látja el a plébániát. A 80-as években a templom belső felújítására került sor Németh László idejében, a 90-es években pedig külső felújítást végeztek.
Napjainkban a plébánia ismét a premontrei rend, a Szent István vértanúról nevezett Váradhegyfoki Prépostság adminisztrációjába került – Ft. Fejes Anzelm Rudolf főapát, prépost-prelátus apátsága alatt. A plébániát az éradonyi plébános is ellátja.
Az asszonyvásárai templom búcsúja augusztus 15-én, Nagyboldogasszony napján van.

## Nevezetességei

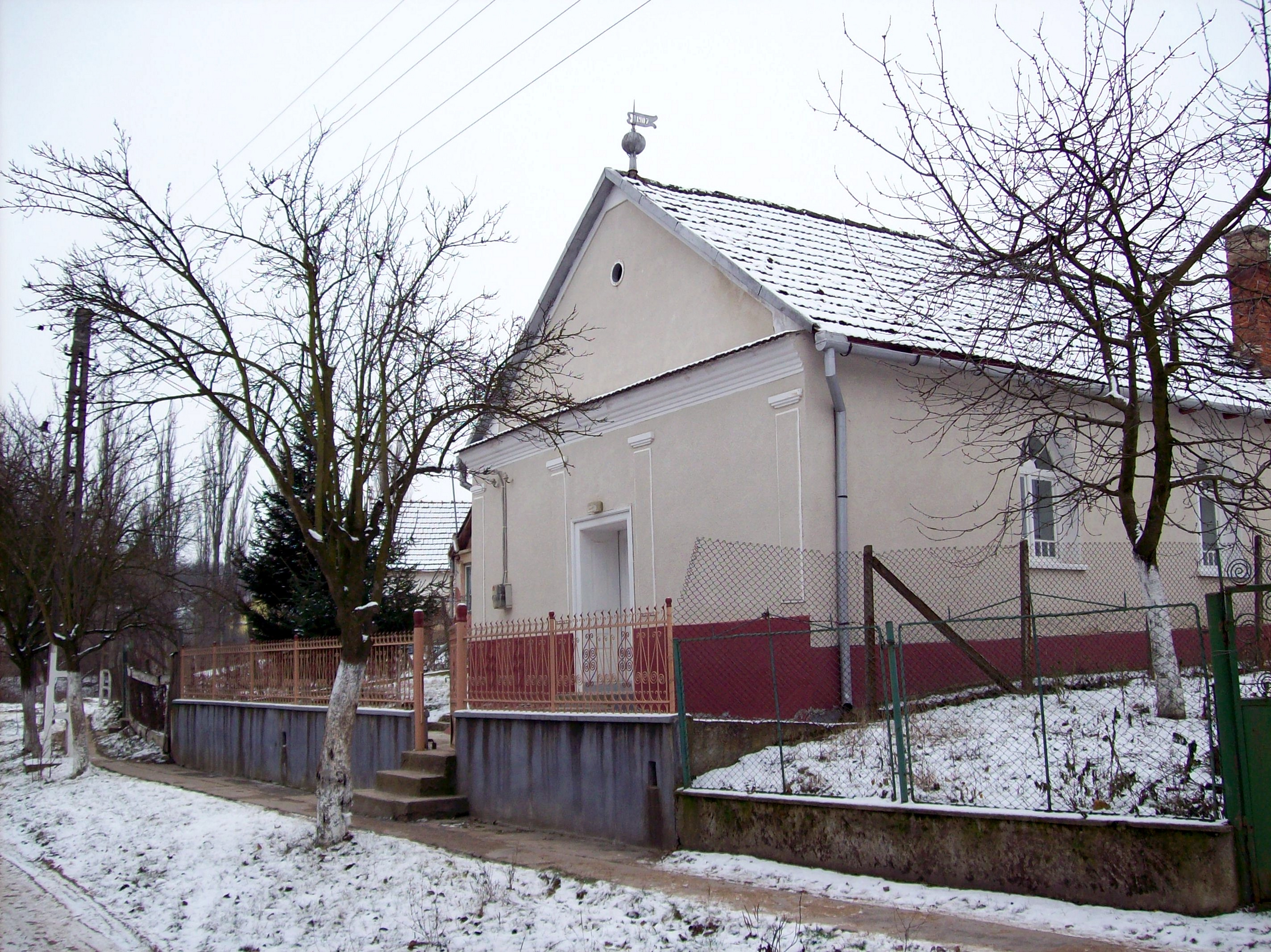
A baptista imaház

- Az úgynevezett kastély, vagyis az 1600 körül épült Fráter kúria romjai
- Református templom - 1790-ben épült.
- Római katolikus templom - 1895-ben épült.
- Baptista imaház - 1907-ben épült, 2016-ban alapjaitól átépítették.
- A falutól északra található borospincék, közismert nevén a Pinceerdő, ahol egykor száznál is több, ma mintegy hatvan darab, több száz éves (a legrégebbiek az 1600-as évekből) használatban levő pince található.

## Nevezetes szülöttei
- Gyenge Árpád (1925-1979) Jászai Mari-díjas színész.
- Tóth József (1937-) református lelkész, a román szenátus tagja.